# Sabine Busch
Sabine Busch, född 21 november 1962 i Erfurt, är en tysk före detta friidorttare (häcklöpare) som tävlade under 1980-talet för Östtyskland.
Busch tävlade i den längre häckdistansen 400 meter och hade under mitten av 1980-talet världsrekordet på distansen. Busch fanns även med i det östtyska landslag som hade världsrekordet på 4 x 400 meter.
Busch tog totalt under sin karriär tre VM-guld varav två i stafett och ett på 400 meter häck. Dessutom var Busch med i det östtyska landslag som tog brons på 4 x 400 meter vid OS 1988.